# Дорофеев, Василий Александрович
Васи́лий Алекса́ндрович Дорофе́ев (25 ноября 1921, Заозерье — 21 июля 2004, Кострома) — гвардии старшина Красной армии, участник Великой Отечественной войны, полный кавалер ордена Славы. Участник Парада Победы на Красной площади 24 июня 1945 года.

## Биография
Родился 25 ноября 1921 года в селе Заозерье (ныне Ярославская область) в крестьянской семье. В 1938 году после окончания 7 классов средней школы устроился работать в Москву на авиационный завод.
В Красной Армии с мая (по другим данным с июня) 1941 года. Начал свой боевой путь в ноябре того же года на Карельском фронте. 10-я гвардейская стрелковая дивизия, в которой воевал Дорофеев, вела борьбу с финскими солдатами и горными егерями немцев.
В апреле-мае 1942 года был связным командира роты, чётко и быстро передавал все приказы командира. В решающую минуту одного из боёв, рискуя собственной жизнью, доставил боеприпасы советским солдатам, которые оказались в окружении. Также, принял участие в этом бою и уничтожил около 120 солдат противника. За этот бой был награждён медалью «За отвагу».
8 марта 1944 года во время боя за высоту 264,2 вблизи озера Чапр (близ Мурманска) Василий Дорофеев в числе первых пошёл в атаку и ворвался на высоту. Во время боя уничтожил двух солдат противника и забрал карабин. 9 марта 1944 года был награждён орденом Славы 3-й степени.
В сентябре 1944 года совершил разведывательный рейд в тыл противника на глубину около 100 км. Во время рейда добыл сведения о строящихся оборонительных объектах и местах дислокации сил противника. За этот рейд был награждён орденом Красной Звезды.
В октябре того же года вновь отправился в разведывательный рейд близ посёлка Петсамо (95 км севернее Мурманска). Во время этого рейда добыл сведения о количестве солдат противника и их месте дислокации, а также захватил троих «языков». 30 октября 1944 года был награждён орденом Славы 2-й степени.
Во время боя вблизи населенного пункта Рейнфельд-Хаммер 28 февраля 1945 года (близ Руммельсбурга) уничтожил пулемётное гнездо, что способствовало дальнейшему продвижению пехоты. Одним из первых поднялся в атаку, во время боя уничтожил около 15 немецких солдат и 5 солдат взял в плен. Во время очередного разведывательного рейда, благодаря его сведениям, было уничтожено приблизительно 100 гитлеровцев и 8 бронетранспортёров. 29 июня 1945 года был награждён орденом Славы 1-й степени. Был участником Парада Победы 24 июня 1945 года. Демобилизовался в мае 1946 года.
После демобилизации жил в Костроме. Работал токарем. Однако вскоре вернулся в родное село. Работал на местной МТС токарем. В Кострому вернулся в 1966 году. Умер в Костроме 21 июля 2004 года, похоронен на местном кладбище.

## Награды
Василий Александрович Дорофеев был награждён следующими наградами:
- Орден Отечественной войны 1-й степени (11 марта 1985)[1][2][4];
- Орден Красной Звезды (15 сентября 1944)[1][2][5];
- Орден Славы 1-й степени (29 июня 1945 — № 1852)[1][2][6];
- Орден Славы 2-й степени (30 октября 1944 — № 3792)[1][2][7];
- Орден Славы 3-й степени (9 марта 1944 — № 671)[1][2][8];
- Медаль «За отвагу» (27 июня 1942)[1][2][9];
- Знак «25 лет победы в Великой Отечественной войне» (1970)
- ряд медалей[1][2].